# 水户黄门 (动画)
《水户黄门》（日语：まんが 水戸黄門）是以日本民間故事「水户黄门」為題材的電視動畫，由KnacK（今ICHI）製作，東京電視台（包括其前身東京12頻道）系列首播，播出日期為1981年9月3日至1982年7月15日，共46集。台灣公開播映權由中華電視公司率先取得，以雙語播出。1984年6月17日，在香港無綫電視（TVB）翡翠台播放時，被改名為《俠骨無情劍》，除了被配上香港粵語對白，人物名稱也按當時TVB的習慣改成中文名。2013年國興衛視以日語原音播出。

## 主要登場人物
- 水戸黄門：杉田俊也（香港配音：金雷; 香港譯名：黃德門））
- 助三郎：鈴置洋孝（香港配音：黃健強; 香港譯名：三郎）
- 格之進：池田勝 （香港配音：馮錦倫; 香港譯名：進格）
- 捨丸（少年忍者）：松岡洋子
- 鈍兵衛（小狗）：龍田直樹
- 阿琴：伊倉一惠（第2～26集、第44集）
- 大文字天狗：若本紀昭（第26集）
- 阿夏：三浦雅子（第27～46集）

## 工作人員
- 製作：西野聖市（KnacK）
- 企劃：西條剋麿（KnacK）
- 製作人：江津兵太（東京電視台）、戸井田博史（KnacK）
- 導演：新田義方、吉田浩、内田祐司、久岡敬史 等
- 劇本構成：伊東恒久
- 劇本：伊東恒久、荒木芳久、水野均、吉田進、吉田喜昭
- 角色設定：森下圭介
- 作畫監製：森下圭介、昆進之介、鈴木孝夫 等
- 美術監製：龜崎經史
- 色彩設定：長澤佳代、黑川惠、蓮見晃弘
- 攝影監製：森口洋輔（Studio Wood）
- 編輯：吉田惠美子（三陽編集室）
- 影像：東京現像所
- 音樂：羽田健太郎
- 錄音：村田長男
- 選曲：茶畑三男
- 效果：今野次男
- 音響製作：映廣音響
- 製作協助：艾美企劃、SPACE AGE
- 製作：東京電視台、KnacK（第5集～）

## 外部連結
- 水户黄门 （页面存档备份，存于）（日文）